# Lass’ mich noch einmal in die Ferne
Lass’ mich noch einmal in die Ferne ist das 29. Extended-Play-Album des österreichischen Schlagersängers Freddy Quinn, das 1963 im Musiklabel Polydor (Nummer 50 908) in Spanien hergestellt und veröffentlicht wurde. Der Vertrieb geschah unter der Rechtegesellschaft Gesellschaft für musikalische Aufführungs- und mechanische Vervielfältigungsrechte und der Rechteverwerterin Bureau International de l’Edition Mecanique.

## Schallplattenhülle
Auf der Schallplattenhülle ist Freddy Quinn zu sehen, der mit einer Lederjacke bekleidet auf einem Schiff steht. Die auf der Platte vorhandenen Titel sind allesamt auf der Vorderseite in schwarzer Schrift angeführt.

## Musik
Auf der Reeperbahn nachts um halb eins ist ein Walzer von Ralph Arthur Roberts aus dem Jahr 1911/12, das erstmalig von Walter Jankuhn gesungen wurde. Freddy Quinn veröffentlichte dieses Lied erstmals 1969.
Das gibt’s nur auf der Reeperbahn ist ein von Karl Vibach und Lotar Olias geschriebenes Lied, das Quinn als Originalinterpret 1962 veröffentlichte. 1989 sang er es zudem in einem Duett mit Heidi Kabel. Das Lied wurde als B-Seite der Single Junge, komm bald wieder veröffentlicht.
En Honk Kong Tienen Un Amor ist der spanische Liedtitel von Quinns Lied In Hongkong, da hat er ’ne Kleine aus der Feder von Lotar Olias und Walter Rothenburg, das Quinn 1962 veröffentlicht hatte.
Für das Lied Keine Bange, Lieselotte wurde ebenfalls ein spanischer Titel (No Temas, Lieselotte) verwendet. Dieses 1962 veröffentlichte Lied wurde von Fritz Graßhoff, Günter Loose und Lotar Olias geschrieben.
Keine Bange, Lieselotte / In Hongkong, da hat er ’ne Kleine (auf dieser Platte als En Honk Kong Tienen Un Amor und No Temas, Lieselotte gelistet) wurde 1962 als Single produziert.

## Titelliste
Das Album beinhaltet folgende vier Titel:
- Seite 1

1. Auf der Reeperbahn nachts um halb eins
2. Das gibt’s nur auf der Reeperbahn

- Seite 2

1. En Honk Kong Tienen Un Amor
2. No Temas, Lieselotte